# Chu Cung-sien
Chu Cung-sien (čínsky pchin-jinem Hú Zōngxiàn, znaky zjednodušené 胡宗宪, tradiční 胡宗憲; 4. listopadu 1512 – 25. listopadu 1565) byl politik a vojevůdce působící v čínské říši Ming za vlády císaře Ťia-ťinga.
Úspěšně plnil své úřední povinnosti a dosáhl místa vyšetřujícího cenzora v kontrolním úřadu, zde se těšil protekci významných politiků – náměstka ministra Čao Wen-chuy a velkého sekretáře Jen Sunga. Roku 1554 byl poslán na jihovýchod říše, kde na vládní prosazování zákazu soukromého zahraničního obchodu reagovali piráti a ozbrojení obchodníci pustošením pobřeží. S podporou Čao Wen-chuy byl jmenován velkým koordinátorem sün-fu Če-ťiangu (1555–1556) a vrchním velitelem cung-tu Nan č’-li, Če-ťiangu a Fu-ťienu (1556–1563). Jako vrchní velitel obnovil pořádek na dolním toku Jang-c’-ťiang a v Če-ťiangu, když porazil pirátský ozbrojený svaz Sü Chaje, zajal vůdce rebelských obchodníků Wang Č’a a rozehnal jejich následovníky. Zbytky pirátů a pašeráků poté ustoupily na jih do Fu-ťienu. Přes své úspěchy byl v souvislosti s pádem Jen Sunga (roku 1562) a následnou čistkou začátkem roku 1563 poslán do výslužby a roku 1565 uvězněn. Záhy ve vězení zemřel. Po několika letech (a změně panovníka) byl rehabilitován a roku 1595 dokonce poctěn i posmrtným jménem Siang-mao.

## Jméno
Chu Cung-sien používal zdvořilostní jméno Žu-čen (čínsky pchin-jinem Rǔzhēn, znaky zjednodušené 汝贞, tradiční 汝貞) a literární pseudonym Mej-lin (čínsky pchin-jinem Méilín, znaky 梅林). Za své zásluhy o stát roku 1595 obdržel posmrtné jméno Siang-mao (čínsky pchin-jinem Xiāngmào, znaky 襄懋).

## Mládí a počátky kariéry
Chu Cung-sien se narodil 4. listopadu 1512 v Lung-čchuanu (龍川) v okrese Ťi-si (tehdy v prefektuře Chuej-čou v Ťiang-nanu). Jeho rod, Chuové z Lung-čchuanu, žili v okrese Ťi-si už od období Východní Ťin (3. století). Z rodu pocházelo více úředníků. V mingské době z nich byl nejúspěšnější Chu Fu (1445–1522), nankingský ministr daní, a to až do éry Chu Cung-siena. Chu Cung-sien studoval konfucianismus, ve třiadvaceti letech složil provinční úřednické zkoušky, roku 1538 úspěšně absolvoval i jejich nejvyšší stupeň – palácové zkoušky a získal titul ťin-š’. Poté zahájil úřednickou kariéru.
Krátce působil v nižší funkci na ministerstvu trestů, jeho další funkcí byl přednosta okresu I-tu v provincii Šan-tung, kde mu jeho spravedlnost vynesla úctu obyvatelstva. Lidé o něm tvrdili, že způsobil deště v období sucha a přivolal straky na kobylky ničící úrodu. Také zorganizoval oddíl tisíce dobrovolníků z řad nezaměstnaných horníků (z jiného úhlu pohledu: vyřešil problém s bandity terorizujícími okres tím, že je najal do domobrany) a poslal je na severní hranici pod velení Ceng Siena (曾銑), velkého koordinátora sün-fu Šan-tungu. Za to byl navržen k povýšení, ale kvůli smrti matky musel v květnu 1542 odejít ze služby; další smutek držel, když mu o dva roky později zemřel otec.
Roku 1547 navázal na přerušenou úřední kariéru místem okresního přednosty v Jü-jao v provincii Če-ťiang. I zde byl oblíben. Byl jedním z mála místních úředníků podporujících velkého koordinátora Ču Wana, který jinak místními hodnostáři opovrhoval. Stejně jako v I-tu, i v Jü-jao se ukázal jako energický hodnostář řešící problémy nekonvenčními cestami; například nelegální těžbu na hoře Šeng-kuej (勝歸山) místními prominentními rodinami ukončil koupí hory. Na Chu Cung-sienovu počest byla roku 1548 do skály na zmíněné hoře vytesána jeho podobizna.

## Vyšetřující cenzor
Roku 1548 byl povolán do hlavního města – Pekingu – a zařazen do kontrolního úřadu. Během následujících šesti let Chu Cung-sien vynikl nejen svými zprávami hodnotícími výkony regionálních úředníků, ale také podílem na výkonu správy provincií. Během jeho cesty po severním metropolitním regionu Pej č’-li v letech 1549–1551, mongolský vládce Altan-chán prorazil pohraniční obranu v Ku-pej-kchou a drancoval předměstí Pekingu. Obrana Süan-fu, kde se nalézal Chu Cung-sien během krize, se však pevně držela, a Chu byl schopný poslat vojáky na pomoc Pekingu. Byl za to vyznamenán a jeho schopností si všiml i císař Ťia-ťing. Prokázal i osobní odvahu, když se při vzbouře vojáků v Ta-tchungu vypravil přímo mezi ně a dokázal situaci uklidnit.
V létě roku 1551 byl přeložen do Wu-čchangu v provincii Chu-kuang, kde se podílel na potlačení povstání kmenů Miao na hranici s provincií Kuej-čou. Přitom z první ruky poznal bojové kvality miaoských válečníků, které o několik let později využíval ve svých službách při boji s piráty. Roku 1552 byl opět přeložen do pekingského kontrolního úřadu. Zde navázal spojení s politickou elitou říše: nejdůležitější z jeho podpůrců byli Čao Wen-chua a Čaoův patron, velký sekretář Jen Sung, který v té době měl k panovníkovi nejblíže ze všech úředníků.

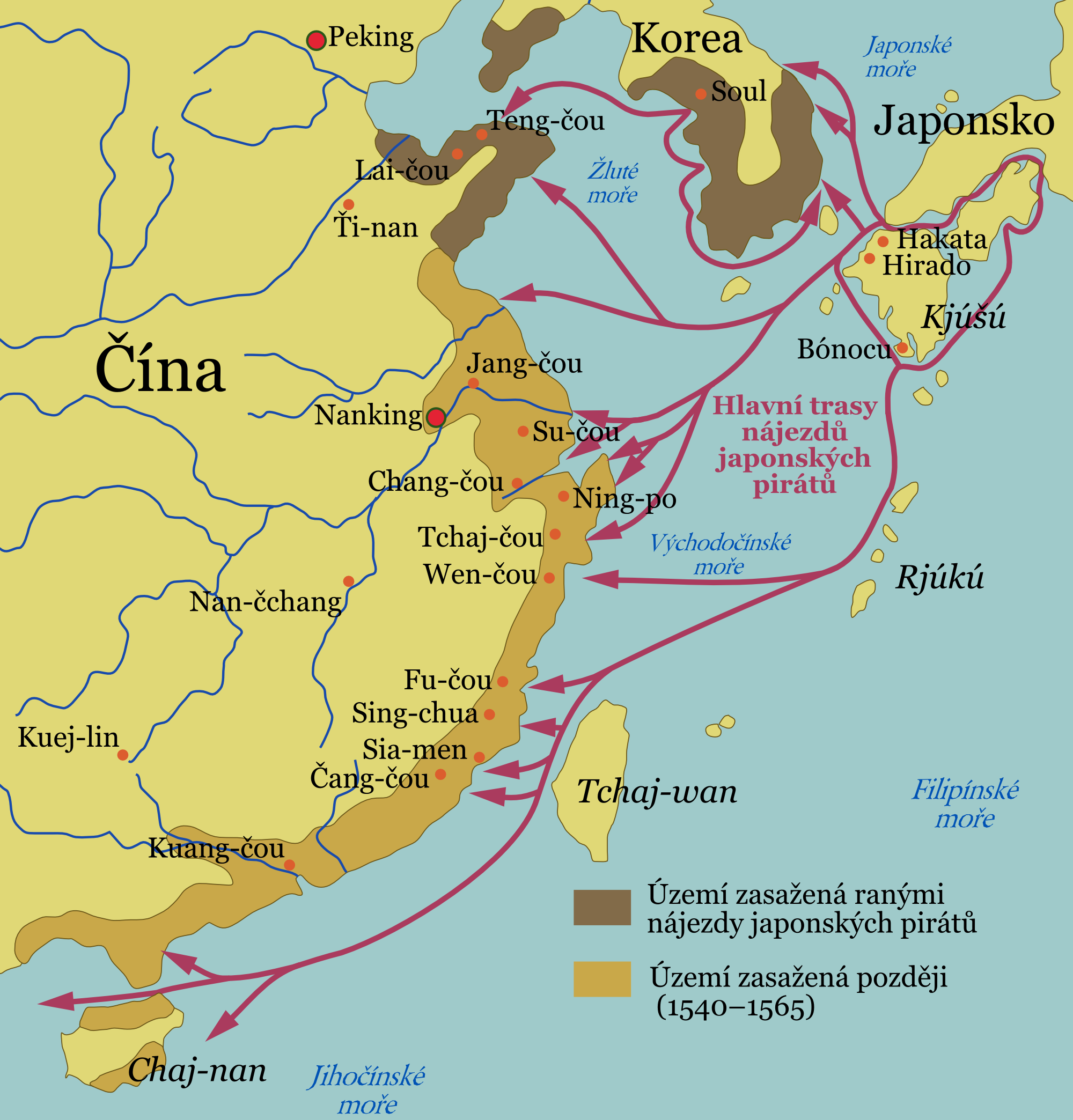
Útoky pirátů wo-kchou na čínské a korejské pobřeží

Tou dobou jihovýchodní pobřeží Číny trpělo útoky pirátů označovaných za „wo-kchou“, japonské bandity, fakticky však byli směsicí obchodníků čínských, japonských a portugalských, kteří se obrátili k pirátství v důsledku zákonů zakazujících soukromý zahraniční námořní obchod. Chu Cung-sien a Čao Wen-chua doporučili řadu opatření k boji proti této hrozbě, včetně rozšíření pravomocí velkého koordinátora, pozice přibližně odpovídající provinčnímu guvernérovi, aby mohl své úkoly provádět efektivněji. Pod vlivem jejich návrhů císař vytvořil novou pozici vrchního velitele cung-tu nadřízeného velkým koordinátorům a dohlížejícího na pobřežní provincie od Šan-tungu ke Kuang-tungu. Prvním vrchním velitelem byl v červnu 1554 jmenován nankingský ministr vojenství Čang Ťing (張經); o několik měsíců později Čao Wen-chuu a Chu Cung-siena císař Ťia-ťing vyslal na jih dohlížet na Čang Ťingovy akce.
Následující půlrok Chu Cung-sien ve funkci vyšetřujícího cenzora ve svých zprávách kriticky hodnotil neúspěchy a značné ztráty vládních vojsk v boji s piráty, odsuzoval jejich špatnou disciplínu a velení. Čang Ťing přitom s Čao Wen-chuou odmítl spolupracovat a ten svou nelibost vyjádřil ve zprávách pro Peking, v nichž Čang Ťinga obvinil, že záměrně oddaluje operace kvůli vlastnímu zisku. Brzy poté, co Čao Wen-chua poslal svou zprávu, 10. května 1555, Čang Ťing porazil piráty v bitvě u Wang-ťiang-ťing (王江涇), přičemž získal 1900 hlav zabitých protivníků. Bylo to dosud největší mingské vítězství v bojích s wo-kchou. Čao Wen-chua přesto dokázal využít úspěchu Čang Ťinga ve svůj prospěch a proti němu, když v další zprávě pro císaře bagatelizoval Čang Ťingovo vítězství a zároveň zdůrazňoval roli Chu Cung-siena, např. jeho podsunutí lodi naložené otráveným vínem do cesty pirátům, což vedlo k otravě a smrti osmi set z nich. Čao Wen-chua také tvrdil, že se Chu Cung-sien ve zbroji účastnil bitvy, i když ve skutečnosti v té době pobýval v Chang-čou. Chu Cung-sien podpořil Čao Wen-chuu a odsoudil Čang Ťinga s tím, že se po vítězství stal arogantním. V Pekingu pak Jen Sung přesvědčil císaře, že vítězství prokázalo, že Čang Ťing měl celou dobu možnost porazit piráty a že nakonec zaútočil až tehdy, když chtěl vyvrátit Čao Wen-chuova obvinění z váhavosti. Rozzuřený císař 5. června nařídil Čang Ťingovo zatčení a 12. listopadu 1555 byl Čang Ťing popraven.
Čang Ťingův nástupce Čou Čchung (周珫), měl ve srovnání s předchůdcem omezené kompetence. Zatímco Čang Ťing velel armádám šesti pobřežních provincií, Čou Čchungova pravomoc dosahovala pouze na jižní metropolitní region Nan č’-li, Če-ťiang a Fu-ťien. Chu Cung-sien byl současně povýšen na velkého koordinátora Če-ťiangu, a brzy ještě výše, když se v dubnu 1556 stal vrchním velitelem cung-tu poté, co Čou Čchung vydržel v úřadě jen krátce a i jeho nástupce Jang I (楊宜) byl po několika měsících odvolán kvůli svým chabým výsledkům.

## Boje swo-kchou

### Porážka Sü Chaje
Jako vysoký hodnostář a velitel Chu Cung-sien sestavil vlastní soukromý sekretariát mu-fu, v němž zaměstnal několik významných regionálních osobností, aby mohl využívat jejich styků s místní džentry. Tímto způsobem k sobě přitáhl například spisovatele Mao Kchuna (茅坤), umělce Sü Weje, výrobce tuše Luo Lung-wena (羅龍文), kartografa Čeng Žuo-cchenga (鄭若曾), který mu radil v diplomacii a strategii, a spisovatele Tchang Šun-č’a.
V kontrastu s rychlým střídáním svých předchůdců zůstal Chu Cung-sien vrchním velitelem cung-tu relativně dlouho, až do roku 1563. Za dlouhověkost ve funkci vrchního velitele, a zejména za rychlý vzestup do ní, částečně vděčil svému spojení s klikou Čao Wen-chuy. Čao Wen-chua byl proti přísnému prosazování námořních zákazů jak je prováděl Ču Wan, místo toho preferoval povolení zahraničního obchodu. Chu Cung-sien ve shodě s Čao Wen-chuovým přístupem prováděl politiku dohody s obchodníky; a to i přes nesouhlas svých podřízených a navzdory císařovu požadavku chytit vůdce společenství pirátů a obchodníků Wang Č’a mrtvého nebo živého.
Ještě předtím, než se stal vrchním velitelem, ze své pravomoci velkého koordinátora poslal Chu Cung-sien vyslance do Japonska – zdánlivě požádat o pomoc japonské úřady, ale ve skutečnosti s cílem navázat kontakt s Wang Č’em, a přesvědčit ho ke smíru. Za nabízenou legalizaci obchodu a amnestii Wang Č’ souhlasil s pomocí vládním vojskům v očistění břehů Če-ťiangu od pirátů. Wang Č’ také Chu Cung-siena varoval, že jeden z vůdců jeho konsorcia, Sü Chaj, je na cestě k nájezdu na Če-ťiang a Wang Č’ ho nebyl schopen včas zastavit. Pro Chu Cung-siena to byla alarmující novinka, která vážně narušila jeho usmiřovací plány.
Když Sü Chaj připlul k pobřeží a spolu se sacumskými náčelníky Čchen Tungem (陳東) a Jie Maem (葉麻) oblehl města Če-ťiangu, Chu Cung-sien a jeho rádci usoudili, že nemají síly schopné rozhodně porazit útočníky, jelikož posily miaoských válečníků se teprve blížily. Místo toho manipulovali se Sü Chajem, když mu předložili velkorysé podmínky kapitulace. V průběhu kampaně Chu Cung-sien udržoval přátelské kontakty se Sü Chajem a pomalu ho odvracel od jeho spojenců pomocí úplatků, podvodných slibů úřednického statutu, nabídky možnosti odplout zpět do Japonska, a falešného varování před vzpourou mezi jeho (Sü Chajovými) podřízenými. Chu Cung-sien také využíval osobních sporů mezi Sü Chajem, Čchen Tungem a Jie Maem, když obdaroval Sü Chajovu milenku, která poté pomlouvala Čchen Tunga a Jie Maa. Sü Chaj nakonec Čchen Tunga a Jie Maa vydal úřadům. Chu Cung-sien je oba přiměl k napsání dopisů jejich věrným, v nichž tvrdili, že Sü Chaj se i je chystá zradit a zabít. Současně Sü Chajovi předal kopie oněch dopisů, takže Sü Chaj mu byl vděčný a myslel si, že Chu Cung-sien hájí jeho zájmy. Stoupenci Čchen Tunga a Jie Maa u Pching-chu reagovali povstáním proti Sü Chajovi. Chu Cung-sien se vzápětí se svou armádou – posílenou nově přišlými válečníky z kmenů Miao – vmísil do šarvátek a pobil všechny nájezdníky bez rozdílu. Dne 29. září bitva skončila s asi 1600 zabitými piráty. Sü Chajovo tělo bylo nalezeno v blízkém potoce a Čchen Tung, Jie Ma a Sü Chajův bratr byli 10. října popraveni v Ťia-singu.

### Zajetí Wang Č’a

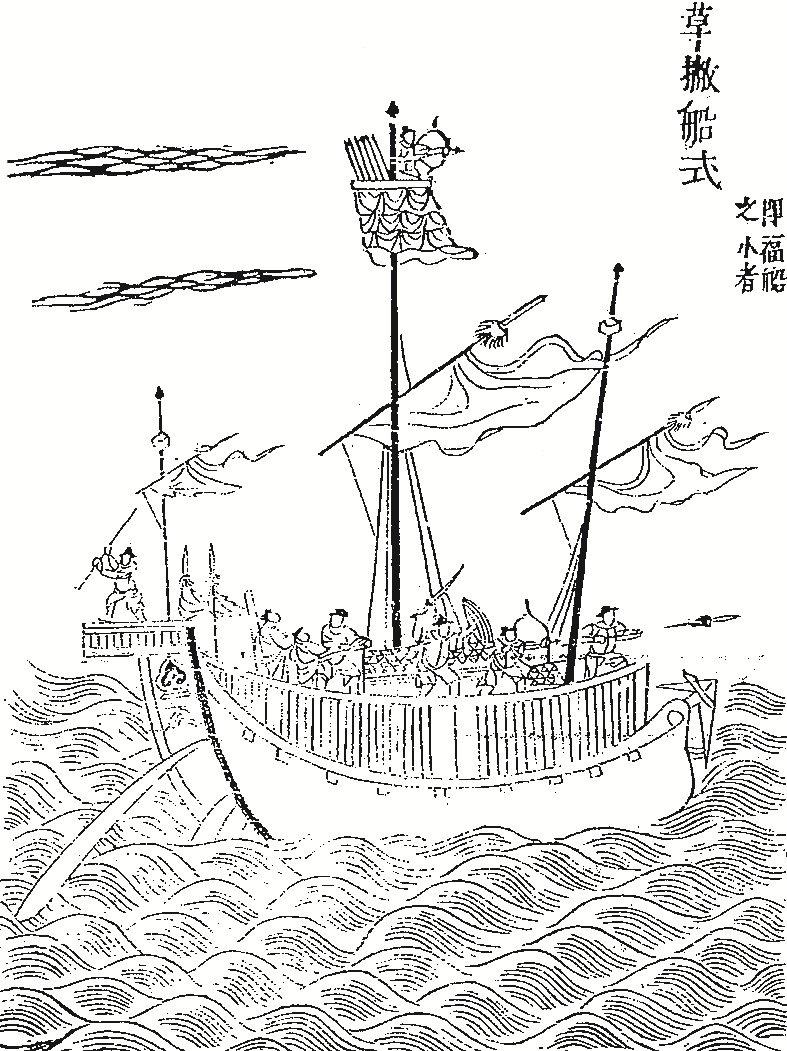
Mingská válečná džunka, kresba z Čeng Žuo-cengovy Ilustrované knihy pobřežní obrany (Čchou-chaj tchu-pien), 1562

Po rozdrcení Sü Chajova vojska dostal Chu Cung-sien v únoru 1557 k úřadu vrchního velitele ještě navíc post velkého koordinátora Če-ťiangu, ale byl to Čao Wen-chua, kdo získal většinu slávy a odměn za vítězství. Nicméně už v září 1557 byl Čao Wen-chua obviněn ze zpronevěry, ztratil císařovu přízeň i úřady a zemřel jako prostý poddaný. Chu Cung-sien pak rozvíjel vztahy s Jen Sungem, mimo jiné přivedením Luo Lung-wena, prodejce a znalce starožitností a luxusního zboží, k Jen Sungovu synu Jen Š’-fanovi.
Po porážce Sü Chaje obrátil Chu Cung-sien svou pozornost k Wang Č’mu. Dne 17. října 1557 Wang Č’ dorazil na ostrov Čou-šan s velkou obchodní flotilou. Tam formuloval podmínky smíru: císařskou amnestii, oficiální postavení, a otevření přístavů pro obchod; na oplátku nabídl střežení pobřeží a přesvědčení lupičů k návratu na ostrovy, a to v případě potřeby i za použití síly. Chu Cung-sien pak čelil dilematu: nemohl nechat Wang Č’a jít, ale pokud by přijal Wang Č’ovu kapitulaci, byl by nucen ho popravit (protože s Čao Wen-chuovým pádem se jeho politika povolení obchodu stala politickým tabu), což by snahu o usmíření obrátilo vniveč. V prosinci 1557, s vírou ve svou budoucnost a nedotknutelnost, Wang Č’ přistál v Chang-čou. Tam se těšil respektu ze strany úředníků, kteří si nechtěli znepřátelit jeho stoupence, a současně zjišťovali u nadřízených, jak mají reagovat. V té době Chu Cung-sien požádal Wang Č’a o pomoc s výrobou arkebuz pro mingskou armádu, což vedlo k širokému rozšíření této zbraně v Číně. V únoru příštího roku byl nakonec Wang Č’ uvězněn, nicméně měl k dispozici veškeré pohodlí včetně knih a kvalitní stravy. Wang Č’ věřil, že jde jen o dočasné nedorozumění, a nadále doufal v milost až do 22. ledna 1560, kdy dorazil císařský edikt s rozsudkem smrti, a Wang Č’ byl sťat.
Jak se obávali stoupenci povolení obchodu mezi úředníky, Wang Č’ovi následovníci se po jeho zadržení vzdali naděje na pokojné obchodování v dohodě s úřady a vrátili se ke svým násilným způsobům. Cítíce se zrazen po Wang Č’ově zatčení, Wang Č’ův kmotřenec Mao Chaj-feng udělal z ostrova Čou-šan svou základnu a zahájil nájezdy na Če-ťiang a Fu-ťien. Chu Cung-sien se ho pokusil z Čou-šanu vypudit, když v březnu 1558 zorganizoval útok na ostrov ze šesti směrů pod vedením generálů Jü Ta-joua a Čchi Ťi-kuanga, ale jeho armáda neuspěla a byla nucená ustoupit. Kritiku svých akcí odvracel obviňováním Jüa a Čchia a odesláním bílého jelena (šťastného taoistického symbolu) císaři Ťia-ťingovi, který jím byl velmi potěšen. Piráti a obchodníci nakonec v důsledku silného vojenského tlaku v prosinci 1558 opustili Čou-šan, a rozptýleni se stáhli na jih do Fu-ťienu, který se stal novou oblastí jejich aktivit. V létě roku 1559 armáda zničila zbývající odbojné skupiny v deltě Jang-c’-ťiang. Jako odměnu za své úsilí Chu Cung-sien v červnu 1560 obdržel hodnost ministra vojenství a v říjnu 1561 vysoký prestižní titul „mladší strážce následníka trůnu“ (tchaj-c’ šao-pao). Jeho pravomoc vrchního velitele cung-tu byla rozšířena i na provincii Ťiang-si, protože bandité pronikali i tam; rozšíření platilo do listopadu 1562. Na jeho počest byla postavena svatyně v Chang-čou a jeho domovské obci.

## Konec kariéry a smrt

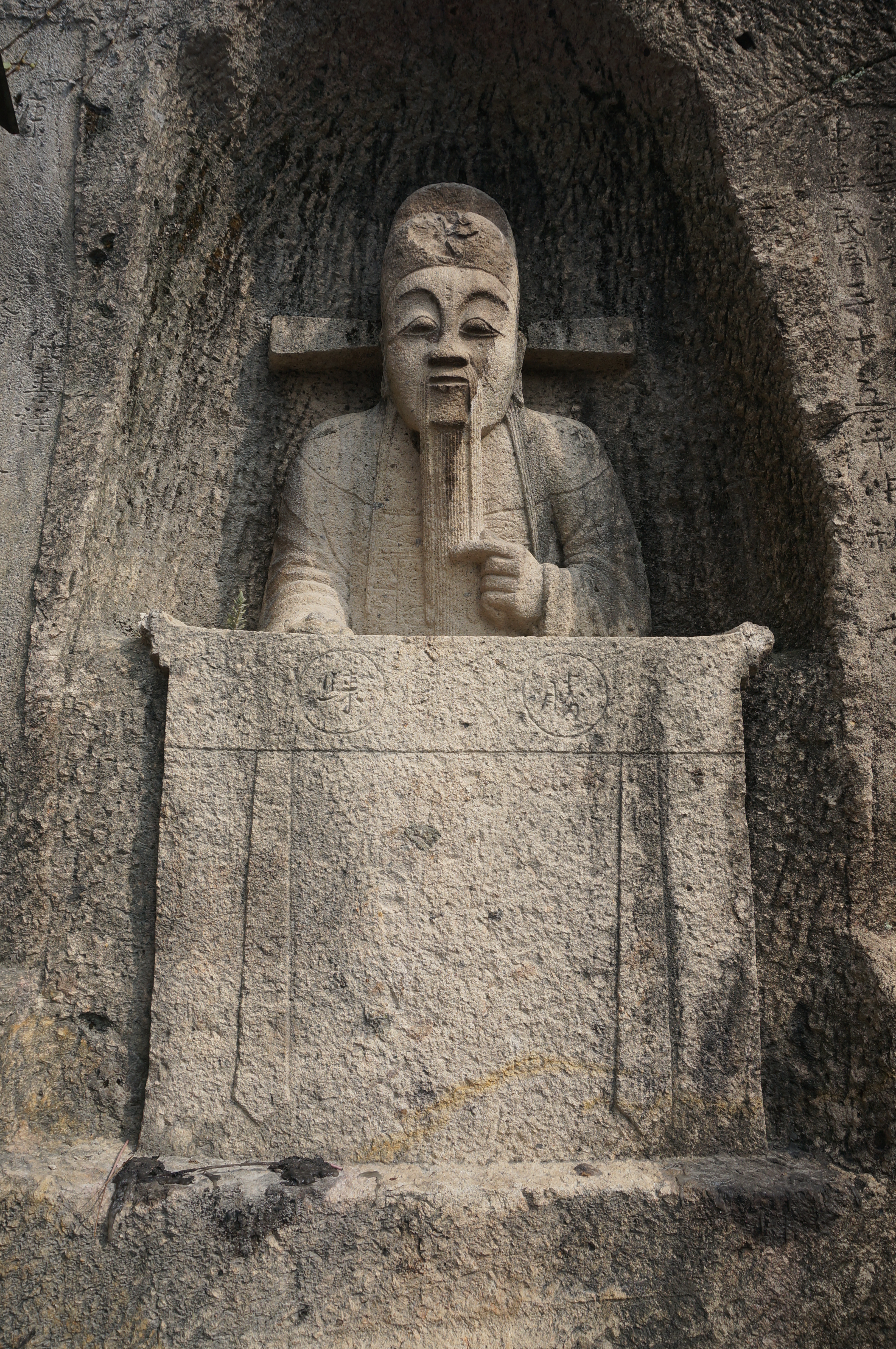
Socha Chu Cung-siena na hoře Šeng-kuej

Začátkem 60. let Chu Cung-sien dosáhl vrcholu své kariéry. V červnu 1562 však jeho spojenec Jen Sung ztratil podporu císaře Ťia-ťinga a nakonec i svou pozici prvního velkého sekretáře. Následující čistka Jen Sungovy kliky se dotkla i Chu Cung-siena, mimo jiné obviněného z nepřiměřeně přátelského vztahu s Wang Č’em a nesrovnalostmi při vyúčtování nákladů na vojenské operace. Panovník ho povolal zpět do Pekingu, kam se Chu Cung-sien vrátil 19. ledna 1563, kdy už byl napsán příkaz k jeho zatčení. Císař si však připomenul jeho zásluhy a příznivé dary, postavil se proti jeho zatčení a odmítl i tvrzení, že byl členem Jen Sungovy kliky s tím, že útoky na Chu Cung-siena nejsou opodstatněné a jsou jen projevem frakční rivality. Chu Cung-sien byl sice odvolán z úřadu vrchního velitele a vrátil se do svého rodiště, do výslužby však odešel se ctí a všemi svými tituly. Funkce vrchního velitele cung-tu tří provincií byla s jeho odchodem zrušena jako příliš mocná a nepotřebná poté, co se pirátské útoky přesunuly z hospodářsky důležitého Ťiang-nanu na jih; nejvyšší postavení poté v dotčených provinciích měli velcí koordinátoři sün-fu.
V dubnu 1565 byl Jen Sungův syn Jen Š’-fan spolu s Luo Lung-wenem popraven pro velezradu. Luo Lung-wenovy statky úřady zkonfiskovaly a při jejich přebírání objevily neodeslaný dopis, v němž Chu Cung-sien žádal Luoa o předání úplatku Jen Š’-fanovi. Navíc k tomuto důkazu korupce byl Chu Cung-sien obviněn z poskytnutí pomoci Luo Lung-wenovu synovi, když dotyčný prchal před úřady. V listopadu 1565 proto vláda povolala Chu Cung-siena z jeho domovského okresu Ťi-si zpět do Pekingu, aby čelil obvinění. V Pekingu ho drželi ve vězení, Chu Cung-sien sice zaslal císaři žádost o milost s odvoláním na své dřívější zásluhy o stát, ale zanedlouho – 25. listopadu 1565 – byl objeven ve své cele mrtvý. Údajně spáchal sebevraždou jedem. Poté císař nařídil případ uzavřít.

## Pohřeb a památka
Když Chu Cung-sienův syn vezl otcovo tělo zpět do jejich rodné vesnice, místní obyvatelstvo mu cca 100 km severně od Ťi-si zablokovalo průchod a přinutilo ho přerušit cestu. S pomocí sympatizujících úředníků uložil rakev se zemřelým v místním chrámu a až později ji převezl do Ťi-si. Přes lidové nepřátelství v době jeho smrti se Chu Cung-sienovi v průběhu následujících desetiletí dostalo uznání. V roce 1569 lidé z Chang-čou postavili novou svatyni na jeho památku, a jeho tituly a hodnosti mu byly roku 1572 posmrtně vráceny. Roku 1589, na žádost Chuova vnuka, úřady Chuovy úspěchy znovu zhodnotily a dostalo se mu státního pohřbu. Během japonské invaze do Koreje (1592–1598) Chu Cung-sienova vítězství nad wo-kchou získala na propagandistické hodnotě a sám Chu Cung-sien byl vyzdvihnut mezi příkladné státníky, přičemž obdržel posmrtné jméno Siang-mao (襄懋), doslova „Skvělý pomocník“.
Zachovalo se relativně nevelké množství jeho prací: traktát Čchou-chaj tchu-pien („Ilustrovaná kniha pobřežní obrany“) a sbírka Če-ťiang tchung-č’ jsou díla pouze mu připisovaná, ale sestavená jinými autory (první spisovatelem a geografem Čeng Žuo-cchengem v době jeho působení v osobním sekretariátu Chu Cung-siena, druhé začal psát Sü Ťie a s podporou Chu Cung-siena upravil a dokončil Süe Jing-čchi, okresní správce v Ťi-si), přežila sbírka jeho memorand císaři, ale nejvíce informací o jeho životě a práci obsahuje sbírka Chu-kung sing-š’, kterou na památku svého otce sestavil Chu Cung-sienův nejstarší syn Chu Kuej-čchi.
V následujících staletích Chu Cung-sien upadl do zapomnění, když byl jako vítěz nad piráty (zejména od 30. let 20. století) oslavován generál Čchi Ťi-kuang. Chu Cung-sien zůstal jednou z okrajových postav historie, v neposlední řadě kvůli svému politickému spojení s Jen Sungem, který byl v oficiálních dějinách mingského státu hodnocen ostře negativně, což mělo dopad i na postoje k jeho chráněncům. Až ve 21. století začal Chu Cung-sien budit větší pozornost, je připomínán v pracích týkajících se bojů s piráty v 16. století, v Číně vyšly dvě jeho biografie a roku 2006 byl představen jako čestný a vlastenecký státník v televizním seriálu Ta Ming wang-čchao 1566. K jeho vážnosti přispělo i to, že v čínsko-japonském sporu o ostrovy Tiao-jü-tao/Senkaku Čínská lidová republika jako jeden z argumentů dokládajících historickou čínskou svrchovanost nad ostrovy použila traktát Čchou-chaj tchu-pien.